# Перший Міський театр (Київ)
Перший Міський театр у Києві був побудований у 1804—1805 роках за проєктом архітектора А. І. Меленського і розібраний у 1851 році.

## Історія

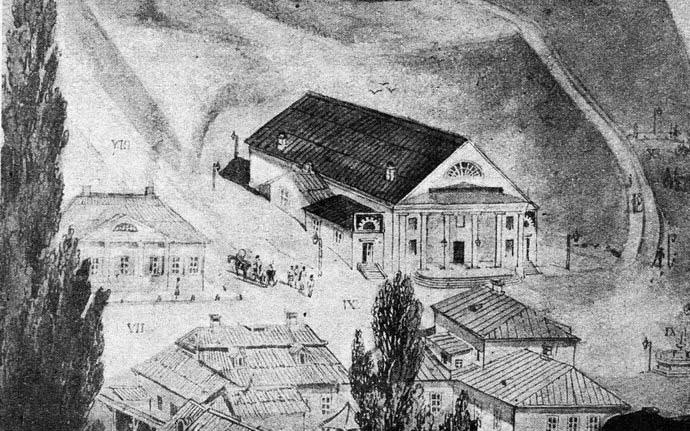
Малюнок близько 1850 року

Необхідність в споруді постійного театрального приміщення виникла після переведення в Київ контрактових ярмарків з Дубна у 1797 році, оскільки на київські контрактові ярмарки стали приїжджати численні трупи артистів, які виступали в орендованих і тимчасових приміщеннях.
У серпні 1804 року київський війт Георгій Рибальський звернувся з проханням про дозвіл на споруду театру до військового губернатора О. П. Тормасова. Рибальського підтримали бургомістр А. Барський і член ради К. Тернавський. 26 серпня губернатор дав згоду на спорудження будівлі за рахунок громадян і видав наказ головному архітектору А. І. Меленському. Під театр було віддано садибу на Кінній площі між Трьохсвятительською вулицею та дорогою на Поділ (нині Володимирський узвіз), що належала Мар'яні Меленській, дружині архітектора. Але оскільки М. Меленська не починала забудови протягом двох років, ділянка нею була втрачена, натомість їй надали садибу на Печерську. Театр відкрився у 1806 році, вже при губернаторі М. І. Голенищеві-Кутузові. Площа отримала назву «Театральна», таку ж назву мали вулиці Хрещатик та Трьохсвятительська (ймовірно, в різний час; до другої половини XIX століття багато вулиць і площ Києва зовсім не мали офіційно затверджених назв, так, першу офіційну назву «Царська» колишня Кінна площа отримала тільки у 1869 році).
Перший театр являв собою двоповерхову дерев'яну будівлю прямокутної форми, яка торцем виходила на майдан. Для побудови її було використано матеріали, що залишилися від розбирання будівель на Печерську. Вхід був оформлений портиком в стилі ампір. Зал театру, за різними джерелами, вміщував 470 або 740 глядачів. Зал мав 32 ложі, амфітеатр, галерею і партер, в якому було тільки 40 крісел, а за ними стоячі місця. Театр відзначався гарною акустикою. Завіса була прикрашена зображенням античного героя на тріумфальній колісниці у супроводі воїнства, а над ними — крилатий бог (Купідон або Аполлон), що тримав сувій з написом лат. Ridendo castigat mores («осміюючи очищає звичаї»).
Власного колективу театр не мав. Перший театральний сезон був відкритий, найімовірніше, Кріпацькою трупою Д. Ширая, потім виступали польські та українські трупи А. Г. Змійовського (Жмійовського, 1816, 1819), Я.-Н. Камінського (1822), А. Ленкавського (1811—1816, 1823—1829), П. В. Рекановського (1843—1851), російські — за участю М. С. Щепкіна (вперше у 1821—1822 роках, також у 1843), російсько-українські трупи І. Ф. Штейна (1830—1834), Каратеєва (1842—1843). Крім Щепкіна, виступали інші видатні актори — П. С. Мочалов (з трупою Л. Ю. Млотковського), Л. І. Млотковська (1837—1840), В. І. Живокіні (з трупою Каратеєва, 1842), О. Є. Мартинов (1843), балерина Н. К. Богданова (1849—1850). Також тут виступали закордонні театри: французька драматична трупа мадмуазель Жорж (1841—1842), Мадридський королівський балет (1843) та інші.
До середини XIX століття будівля театру застаріла, і її вирішили зламати. Останній спектакль відбувся 30 липня 1851 року. Публічні торги на розбирання будівлі не мали успіху, тому що не знайшлося охочих купити двічі використані будматеріали. З відстрочкою знесення до лютого 1852 будівлю побажав купити дворянин Рекановський, але петербурзьке начальство зажадало звільнити місце не пізніше 16 серпня 1851. Губернатор І. І. Фундуклей зі згодою генерал-губернатора І. І. Васильчикова 8 серпня видав наказ про термінове розбирання будівлі із залученням арештантів.
На місці театру у 1858 році побудували готель «Європа», а в теперішній час тут знаходиться Український дім.